# Сенеджемібра
Сенеджемібра — давньоєгипетський фараон з XIII династії.